# Jem (cantant)
Jemma Griffiths (Cardiff, Gal·les; 18 de maig de 1975), més coneguda com a Jem, és una cantant, compositora, pianista, productora discogràfica i DJ gal·lesa. La seva música es caracteritza per ser una mescla de trip-hop, electrònica, pop rock i new age entre altres gèneres musicals.

## Carrera musical
Va gravar el seu primer àlbum en 2004, sota el títol Finally Woken. El primer single va ser «They», de gran èxit de crítica i públic, així com de vendes. El segon single «Just a ride» i el tercer «Wish I» van sonar en les ràdios de diversos països. El seu segon àlbum, Down to Earth va veure la llum quatre anys després, en 2008, presentat per la cançó «It's amazing».
Va participar com a compositora amb Madonna i Guy Sigsworth en la cançó «Nothing Fails» per a l'àlbum American Life de la cantant estatunidenca.

## Discografia

### Àlbums d'estudi
| Títol            | Posicionament a llistes | Posicionament a llistes | Posicionament a llistes | Posicionament a llistes | Posicionament a llistes | Posicionament a llistes |
| Títol            | UK                      | AUS                     | IRE                     | US                      | US Heat                 | US Indie                |
| ---------------- | ----------------------- | ----------------------- | ----------------------- | ----------------------- | ----------------------- | ----------------------- |
| Finally Woken    | 6                       | 36                      | 15                      | 197                     | 11                      | —                       |
| Down to Earth    | 64                      | —                       | —                       | 43                      | —                       | 4                       |
| Beachwood Canyon | —                       | —                       | —                       | —                       | —                       | —                       |

### EPs
- It All Starts Here... (13 octubre 2003, US only release)

### Singles
| Any  | Single             | Posicionament a llistes | Posicionament a llistes | Posicionament a llistes | Posicionament a llistes | Posicionament a llistes | Posicionament a llistes | Posicionament a llistes | Posicionament a llistes | Posicionament a llistes | Posicionament a llistes | Àlbum            |
| Any  | Single             | UK                      | AUS                     | AUT                     | CAN                     | GER                     | IRE                     | ITA                     | NLD                     | SWE                     | US                      | Àlbum            |
| ---- | ------------------ | ----------------------- | ----------------------- | ----------------------- | ----------------------- | ----------------------- | ----------------------- | ----------------------- | ----------------------- | ----------------------- | ----------------------- | ---------------- |
| 2005 | "They"             | 6                       | 28                      | 15                      | —                       | 45                      | 8                       | 47                      | 29                      | 47                      | —                       | Finally Woken    |
| 2005 | "Just a Ride"      | 16                      | —                       | —                       | —                       | —                       | 27                      | —                       | 89                      | —                       | —                       | Finally Woken    |
| 2005 | "Wish I"           | 24                      | —                       | —                       | —                       | —                       | 27                      | —                       | —                       | —                       | —                       | Finally Woken    |
| 2005 | "24"               | —                       | —                       | —                       | —                       | —                       | —                       | —                       | —                       | —                       | 98                      | Finally Woken    |
| 2008 | "It's Amazing"     | —                       | —                       | —                       | —                       | 77                      | —                       | —                       | —                       | —                       | —                       | Down to Earth    |
| 2008 | "Crazy"            | —                       | —                       | —                       | 97                      | —                       | —                       | —                       | —                       | —                       | —                       | Down to Earth    |
| 2009 | "And So I Pray"    | —                       | —                       | —                       | —                       | —                       | —                       | —                       | —                       | —                       | —                       | Down to Earth    |
| 2009 | "I Want You To..." | —                       | —                       | —                       | —                       | —                       | —                       | —                       | —                       | —                       | —                       | Down to Earth    |
| 2016 | "Beachwood Canyon" | —                       | —                       | —                       | —                       | —                       | —                       | —                       | —                       | —                       | —                       | Beachwood Canyon |